# Liste der Lieder von Wir sind Helden
Dies ist eine Liste der Lieder der deutschen Pop-Rock-Band Wir sind Helden.
Aufgelistet sind alle Lieder der Alben Die Reklamation (2003), Von hier an blind (2005), Soundso (2007) und Bring mich nach Hause (2010). Des Weiteren befinden sich alle Non Album Tracks und Cover in dieser Liste.
Die Reihenfolge der Titel ist alphabetisch sortiert. Sie gibt Auskunft über die Urheber.

## A
| Titel                                | Autoren                                                          | Album                 | Jahr |
| ------------------------------------ | ---------------------------------------------------------------- | --------------------- | ---- |
| Alles erschien als Single            | Jean-Michel Tourette, Judith Holofernes, Mark Tavassol, Pola Roy | Bring mich nach Hause | 2010 |
| Alles auf Anfang erschien als Single | Jean-Michel Tourette, Judith Holofernes, Mark Tavassol, Pola Roy | Bring mich nach Hause | 2010 |
| Alphamännchen Non Album Track        | Jean-Michel Tourette, Judith Holofernes, Mark Tavassol, Pola Roy | Guten Tag EP          | 2002 |
| Aurélie erschien als Single          | Judith Holofernes                                                | Die Reklamation       | 2003 |
| Ausser dir                           | Judith Holofernes                                                | Die Reklamation       | 2003 |

## B
| Titel                 | Autoren                                                          | Album                 | Jahr |
| --------------------- | ---------------------------------------------------------------- | --------------------- | ---- |
| Bist du nicht müde    | Judith Holofernes, Pola Roy                                      | Von hier an blind     | 2005 |
| Bring mich nach Hause | Jean-Michel Tourette, Judith Holofernes, Mark Tavassol, Pola Roy | Bring mich nach Hause | 2010 |

## D
| Titel                                                     | Autoren                                                          | Album                   | Jahr |
| --------------------------------------------------------- | ---------------------------------------------------------------- | ----------------------- | ---- |
| Darf ich das behalten                                     | Judith Holofernes, Mark Tavassol                                 | Von hier an blind       | 2005 |
| Denkmal erschien als Single                               | Roy, Jean-Michel Tourette, Judith Holofernes                     | Die Reklamation         | 2003 |
| Die Ballade von Wolfgang und Brigitte erschien als Single | Jean-Michel Tourette, Judith Holofernes, Mark Tavassol, Pola Roy | Bring mich nach Hause   | 2010 |
| Die Konkurrenz erschien als Single                        | Judith Holofernes, Mark Tavassol                                 | Soundso                 | 2007 |
| Der Krieg kommt schneller zurück als du denkst            | Jean-Michel Tourette, Judith Holofernes, Mark Tavassol           | Soundso                 | 2007 |
| Die Nacht                                                 | Jean-Michel Tourette, Judith Holofernes, Mark Tavassol           | Die Reklamation         | 2003 |
| Die Träume anderer Leute                                  | Jean-Michel Tourette, Judith Holofernes, Mark Tavassol, Pola Roy | Bring mich nach Hause   | 2010 |
| Die Wespe Non Album Track                                 | Jean-Michel Tourette, Judith Holofernes, Mark Tavassol, Pola Roy | Alles Single            | 2010 |
| Die Zeit heilt alle Wunder                                | Roy, Jean-Michel Tourette, Judith Holofernes, Mark Tavassol      | Die Reklamation         | 2003 |
| Dramatiker                                                | Jean-Michel Tourette, Judith Holofernes, Mark Tavassol, Pola Roy | Bring mich nach Hause   | 2010 |
| Du erkennst mich nicht wieder                             | Judith Holofernes                                                | Die Reklamation         | 2003 |
| Dumm die, die dumm Non Album Track                        | Jean-Michel Tourette, Judith Holofernes, Mark Tavassol, Pola Roy | Alles auf Anfang Single | 2011 |

## E
| Titel                                           | Autoren                                                | Album             | Jahr |
| ----------------------------------------------- | ------------------------------------------------------ | ----------------- | ---- |
| Echolot                                         | Jean-Michel Tourette, Judith Holofernes, Mark Tavassol | Von hier an blind | 2005 |
| Ein Elefant für dich                            | Jean-Michel Tourette, Judith Holofernes, Mark Tavassol | Von hier an blind | 2005 |
| Endlich ein Grund zur Panik erschien als Single | Jean-Michel Tourette, Judith Holofernes                | Soundso           | 2007 |

## F
| Titel                                      | Autoren                                                          | Album                 | Jahr |
| ------------------------------------------ | ---------------------------------------------------------------- | --------------------- | ---- |
| Flucht in Ketten                           | Jean-Michel Tourette, Judith Holofernes, Mark Tavassol, Pola Roy | Bring mich nach Hause | 2010 |
| Friede, Freude, Lagerfeuer Non Album Track | Jean-Michel Tourette, Judith Holofernes, Mark Tavassol, Pola Roy | Von Hier An Blind EP  | 2005 |

## G
| Titel                                      | Autoren                                                          | Album             | Jahr |
| ------------------------------------------ | ---------------------------------------------------------------- | ----------------- | ---- |
| Geht auseinander                           | Jean-Michel Tourette, Judith Holofernes, Mark Tavassol, Pola Roy | Von hier an blind | 2005 |
| Gekommen um zu bleiben erschien als Single | Jean-Michel Tourette, Judith Holofernes                          | Von hier an blind | 2005 |
| Guten Tag erschien als Single              | Roy, Jean-Michel Tourette, Judith Holofernes                     | Die Reklamation   | 2003 |

## H
| Titel                                          | Autoren                                                     | Album               | Jahr |
| ---------------------------------------------- | ----------------------------------------------------------- | ------------------- | ---- |
| Halt Dich An Deiner Liebe Fest Non Album Track | Rio Reiser                                                  | Nur ein Wort Single | 2005 |
| Hände hoch                                     | Jean-Michel Tourette, Judith Holofernes, Mark Tavassol      | Soundso             | 2007 |
| Heldenzeit                                     | Roy, Jean-Michel Tourette, Judith Holofernes, Mark Tavassol | Die Reklamation     | 2003 |

## I
| Titel                                                                                      | Autoren                                                          | Album                 | Jahr |
| ------------------------------------------------------------------------------------------ | ---------------------------------------------------------------- | --------------------- | ---- |
| Ich werde mein Leben lang üben, dich so zu lieben, wie ich dich lieben will, wenn du gehst | Judith Holofernes, Pola Roy                                      | Von hier an blind     | 2005 |
| Im Auge des Sturms                                                                         | Jean-Michel Tourette, Judith Holofernes, Mark Tavassol, Pola Roy | Bring mich nach Hause | 2010 |
| In mir drin Non Album Track                                                                | Jean-Michel Tourette, Judith Holofernes, Mark Tavassol, Pola Roy | Von Hier An Blind EP  | 2005 |
| Ist das so?                                                                                | Judith Holofernes                                                | Die Reklamation       | 2003 |

## K
| Titel                            | Autoren                                                          | Album                         | Jahr |
| -------------------------------- | ---------------------------------------------------------------- | ----------------------------- | ---- |
| Kaputt erschien als Single       | Judith Holofernes, Mark Tavassol                                 | Soundso                       | 2007 |
| Keine Angst mehr Non Album Track | Jean-Michel Tourette, Judith Holofernes, Mark Tavassol, Pola Roy | Gekommen um zu bleiben Single | 2005 |
| Kompass Non Album Track          | Jean-Michel Tourette, Judith Holofernes, Mark Tavassol, Pola Roy | Müssen Nur Wollen Single      | 2003 |
| Kreise                           | Jean-Michel Tourette, Judith Holofernes, Mark Tavassol, Pola Roy | Bring mich nach Hause         | 2010 |

## L
| Titel                                 | Autoren                                                          | Album                   | Jahr |
| ------------------------------------- | ---------------------------------------------------------------- | ----------------------- | ---- |
| Labyrinth                             | Jean-Michel Tourette, Judith Holofernes, Mark Tavassol, Pola Roy | Soundso                 | 2007 |
| Lass uns verschwinden                 | Jean-Michel Tourette, Judith Holofernes, Mark Tavassol, Pola Roy | Soundso                 | 2007 |
| Lonely Planet Germany Non Album Track | Jean-Michel Tourette, Judith Holofernes, Mark Tavassol, Pola Roy | Alles auf Anfang Single | 2011 |

## M
| Titel                                                                                         | Autoren                                                          | Album                 | Jahr |
| --------------------------------------------------------------------------------------------- | ---------------------------------------------------------------- | --------------------- | ---- |
| Meine Freundin war im Koma und alles, was sie mir mitgebracht hat, war dieses lausige T-Shirt | Jean-Michel Tourette, Judith Holofernes, Mark Tavassol, Pola Roy | Bring mich nach Hause | 2010 |
| Müssen nur wollen erschien als Single                                                         | Judith Holofernes                                                | Die Reklamation       | 2003 |

## N
| Titel                            | Autoren                                                          | Album                 | Jahr |
| -------------------------------- | ---------------------------------------------------------------- | --------------------- | ---- |
| Nichts, was wir tun könnten      | Jean-Michel Tourette, Judith Holofernes, Mark Tavassol, Pola Roy | Bring mich nach Hause | 2010 |
| Nur ein Wort erschien als Single | Jean-Michel Tourette, Judith Holofernes, Mark Tavassol           | Von hier an blind     | 2005 |

## O
| Titel               | Autoren                          | Album   | Jahr |
| ------------------- | -------------------------------- | ------- | ---- |
| (Ode) an die Arbeit | Judith Holofernes, Mark Tavassol | Soundso | 2007 |

## P
| Titel                   | Autoren                                                          | Album                              | Jahr |
| ----------------------- | ---------------------------------------------------------------- | ---------------------------------- | ---- |
| Popstar Non Album Track | Jean-Michel Tourette, Judith Holofernes, Mark Tavassol, Pola Roy | Endlich ein Grund zur Panik Single | 2007 |

## R
| Titel                       | Autoren                                                          | Album           | Jahr |
| --------------------------- | ---------------------------------------------------------------- | --------------- | ---- |
| Replikanten Non Album Track | Jean-Michel Tourette, Judith Holofernes, Mark Tavassol, Pola Roy | Aurélie EP      | 2003 |
| Rüssel an Schwanz           | Judith Holofernes, Mark Tavassol                                 | Die Reklamation | 2003 |

## S
| Titel                        | Autoren                                                          | Album      | Jahr |
| ---------------------------- | ---------------------------------------------------------------- | ---------- | ---- |
| Soundso erschien als Single  | Judith Holofernes, Mark Tavassol                                 | Soundso    | 2007 |
| Stiller                      | Judith Holofernes, Pola Roy                                      | Soundso    | 2007 |
| Streichelzoo Non Album Track | Jean-Michel Tourette, Judith Holofernes, Mark Tavassol, Pola Roy | Aurélie EP | 2003 |

## T
| Titel                    | Autoren                          | Album   | Jahr |
| ------------------------ | -------------------------------- | ------- | ---- |
| The Geek (Shall Inherit) | Judith Holofernes, Mark Tavassol | Soundso | 2007 |

## V
| Titel                                 | Autoren                                                | Album             | Jahr |
| ------------------------------------- | ------------------------------------------------------ | ----------------- | ---- |
| Von hier an blind erschien als Single | Jean-Michel Tourette, Judith Holofernes, Mark Tavassol | Von hier an blind | 2005 |

## W
| Titel                                                          | Autoren                                                          | Album                               | Jahr |
| -------------------------------------------------------------- | ---------------------------------------------------------------- | ----------------------------------- | ---- |
| Was uns beiden gehört                                          | Jean-Michel Tourette, Judith Holofernes, Mark Tavassol, Pola Roy | Bring mich nach Hause               | 2010 |
| Wenn es passiert erschien als Single                           | Jean-Michel Tourette, Judith Holofernes                          | Von hier an blind                   | 2005 |
| Wenn dein Herz zu schlagen aufhört Non Album Track             | Mark Hoppus                                                      | iTunes Foreign Exchange (+44-Cover) | 2007 |
| Wir sind Helden mit Francesco Wilking – Für nichts garantieren | Judith Holofernes, Mark Tavassol                                 | Soundso                             | 2007 |
| Wütend genug                                                   | Judith Holofernes, Mark Tavassol                                 | Von hier an blind                   | 2005 |

## Z
| Titel           | Autoren                                                          | Album             | Jahr |
| --------------- | ---------------------------------------------------------------- | ----------------- | ---- |
| Zieh dir was an | Jean-Michel Tourette, Judith Holofernes, Mark Tavassol, Pola Roy | Von hier an blind | 2005 |
| Zuhälter        | Jean-Michel Tourette, Judith Holofernes                          | Von hier an blind | 2005 |